# 格拉西波因特 (紐約州)
格拉西波因特（英語：Grassy Point）是位於美國紐約州羅克蘭縣的非建制地區。

## 歷史
格拉西波因特的郵局於1834年設立，其後於1937年停運。

## 地理
格拉西波因特所處的海拔為高於海平面2米（即7英呎），而該地所採用的時區為UTC-5，即北美东部时区（EST）。同時該地設有夏令時間，為UTC-5調快一小時，即UTC-4（EDT）。